# ميخائيل ايفانوف
ميخائيل ايفانوف (بالروسية: Иванов, Михаил Васильевич)‏ هو منافس ألعاب قوى روسي، ولد في 29 مارس 1983 في ليبيتسك في روسيا.

## روابط خارجية
- ميخائيل ايفانوف على موقع Paralympic.org (الإنجليزية)
- ميخائيل ايفانوف على موقع IPC.InfostradaSports.com (مؤرشف) (الإنجليزية)